# Ямпільський маслозавод
Ямпільський маслозавод — підприємство харчової промисловості у місті Ямпіль, Вінницька область, Україна.

## Історія

### 1932 - 1991
Невеликий маслозавод в райцентрі Ямпіль був створений в 1920-ті роки, після утворення Ямпільського району та в 1926 році, разом з Ямпільським консервним заводом, був основним підприємством місцевої переробної промисловості.
В ході індустріалізації, відповідно до першого п'ятирічного плану щодо розвитку національної економіки СРСР Ямпільський маслоробний завод був реконструйований і в 1932 році - введений в експлуатацію як підприємство молочної промисловості.
17 липня 1941 року, під час Німецько-радянської війни, Ямпіль окупований німецько-румунськими військами і включений до складу Трансністрії, 17 березня 1944 року - місто зайняли радянські війська. При відступі німецькі війська розграбували і повністю зруйнували маслозавод, однак до кінця 1944 року він відновив роботу.
У 1951 році в результаті об'єднання кількох місцевих сільгоспартілей був створений великий колгосп імені Суворова, що забезпечував завод сировиною.
У 1960-ті роки маслозавод був реконструйований і розширений, тут були побудовані нова олійниця і біоміціновий цех, встановлено дві лінії безперервного виробництва вершкового масла.
Загалом, за радянських часів маслозавод входив до числа найбільших підприємств райцентру.

### Після 1991
Після проголошення незалежності України завод перейшов у відання Державного комітету харчової промисловості України.
У липні 1995 року Кабінет міністрів України затвердив рішення про приватизацію маслозаводу. Надалі державне підприємство було перетворено у відкрите акціонерне товариство.
Пізніше, в зв'язку з розширенням асортименту продукції, маслозавод був перейменований в Ямпільський маслосироробний завод.
Економічна криза 2008 року ускладнила становище підприємства і 2009 рік завод завершив зі скороченням валового доходу від реалізації продукції на 7,5% і прибутком в розмірі 31 тисячі гривень.
У 2010 році, за рішенням зборів акціонерів, акції заводу були переведені з документарної в бездокументарну форму. Надалі завод був реорганізований у закрите акціонерне товариство.

## Сучасний стан
Завод займається переробкою молока, виробництвом вершкового масла, шоколадного масла, цільномолочної продукції і сиру.